# Tucuirícuc
El tucuyricuy (quechuización de la palabra puquina Tokriq, "gobernante") era un funcionario especial de alto rango, bajo el Imperio incaico. Era enviado por el Inca a las provincias para observar el cumplimiento de los mandatos imperiales. Tenía la facultad de imponer castigos a los funcionarios que se hubieran portado con negligencia o abuso; incluso, en casos extremos, podía tomar el gobierno de la provincia. Era una especie de “gobernador volante”.

## Significado
Tradicionalmente se cree que tocricoc es la castellanización del vocablo quechua Tukuy Riku, cuyo significado - según Garcilaso de la Vega - es "el que todo lo ve". Así, la palabra Tukuy Riku significaría "el que todo lo ve, el que todo lo oye". Sin embargo estudios recientes, con gran aceptación y respaldo académico, demuestran que tucuyricuy o tocricoc son la quechuizació de "Tokriq", cuyo significado en lengua pukina - supuesta lengua arcana de los gobernantes incas - es literalmente "gobernante".
Rodolfo Cerrón Palomino explica que Tukuy Rikuy es una tergiversación, de la ya adaptada al quechua "Tucrikuq". La razón de la deformación fue conceptualizar una palabra que carecía de significado en quechua y aymara.

## Nombramiento
El tucuirícuc era elegido por el Inca de entre los hombres más sabios y justicieros de la nobleza incaica, no era un cargo perpetuo ni hereditario. Entre sus privilegios se encontraba el poder viajar en hamaca.
Su radio de acción era inmenso, llegando incluso hasta 50 leguas. Se sabe, por ejemplo, que el tucuirícuc de Vilcashuamán (actual departamento de Ayacucho) ejercía desde Uramarca hasta Acos, junto al valle de Jauja (actual departamento de Junín). A los sitios donde no podía llegar, enviaba a sus delegados (michos).
Cada año viajaba secretamente por su territorio y se presentaba en forma sorpresiva por cualquier lugar. Para observar todo tranquilamente, no se daban a conocer hasta que lo consideraban necesario. Entonces mostraban el hilo de la mascapaicha (borla imperial) que el Inca les había entregado como señal de la gran autoridad que les daba.

## Funciones
- Supervisaba la labor de los funcionarios que tenían a su cargo las divisiones administrativas, es decir a los huno-camayocs, huaranga-camayocs, pachaca-camayocs y chunca-camayocs, en lo concerniente al cumplimiento de las ordenanzas religiosas, el movimiento de los mitimaes (prisioneros de guerra), la distribución gratuita de tierras al pueblo (hatunrunas), la producción y las necesidades generales, el aprovisionamiento de los tambos, el reclutamiento de hombres para la guerra, la selección de mujeres para los acllahuasis.
- Recogía los tributos para remitirlos al Cuzco, la capital imperial.
- Asumía el papel de juez (taripa-camayoc), atendiendo quejas y demandas, e imponiendo penas a los que se habían portado con negligencia o abuso, aunque fueran altos funcionarios. Podía incluso aplicar la pena de muerte en casos especiales.
- Adoptaba el papel de autoridad casamentera o “repartidor de mujeres” (huarmicoco), es decir, celebraba los matrimonios.
- Visitaba las obras públicas y recomendaba las medidas pertinentes para determinados trabajos.
- En situaciones graves, como guerras y rebeliones, podía destituir al curaca y asumir el mando.
- Al regresar al Cuzco presentaba al Inca un minucioso informe.